# 愛媛県総合運動公園球技場
愛媛県総合運動公園球技場（えひめけんそうごううんどうこうえん きゅうぎじょう）は、愛媛県松山市の愛媛県総合運動公園内にある球技場。
ニンジニアスタジアム（陸上競技場）の裏手にあり、サッカー、ラグビーの県域大会、四国地域大会の公式戦に利用されている。

## 開催実績
Jリーグの愛媛FCは、2001年から2005年までの日本フットボールリーグ（JFL）において、陸上競技場共々本拠地として数試合を開催しているが、Jリーグ加盟に際しては、収容人員の下限規定や、1500lux以上の照度を持つ照明塔の設置が必須であるが、同球技場は2,300人収容（メインスタンドのみ）、照明塔も設置されていない状況であり、J3開催も現状では不可能となっている。このため、愛媛FCがJ2昇格以後の2006年以後の愛媛FC主催のホームゲームはニンジニアスタジアムで全試合が行われている。
2017年にFC今治が日本フットボールリーグの公式戦を開催した。

## 施設概要
- 敷地面積　19,920㎡
- フィールド　天然芝154m×95m
- 収容人員　メインスタンドのみ2,300人
- 本部席、更衣室、シャワー室、医務室、会議室あり
- 照明設備なし
- スコアボード　バックスタンド相当側に固定パネル式（ラグビー用）。サッカー用には移動式パネル板がある。